# Vojin Lazarević
Pour les articles homonymes, voir Lazarević (homonymie).
Vojin Lazarević, né le 22 février 1942  à Nikšić en Yougoslavie, est un footballeur monténégrin, attaquant de l'Étoile Rouge de Belgrade et de l'équipe de Yougoslavie dans les années 1960.
Lazarević a marqué un but lors de ses cinq sélections avec l'équipe de Yougoslavie entre 1964 et 1969.

## Carrière
- 1962-1966 : FK Sutjeska Niksic  Yougoslavie
- 1966-1970 : FK Étoile rouge de Belgrade  Yougoslavie
- 1970-1971 : RFC de Liège  Belgique
- 1971-1972 : Association sportive Nancy-Lorraine  France
- 1972-1974 : FK Étoile rouge de Belgrade  Yougoslavie
- 1974 : Toronto Metros  Canada
- 1974-1975 : FK Vrbas  Yougoslavie

## Palmarès

### En équipe nationale
- 5 sélections et 1 but avec l'équipe de Yougoslavie entre 1964 et 1969.
- Vainqueur du Tournoi olympique de football en 1960.

### Avec l'Étoile rouge de Belgrade
- Vainqueur du Championnat de Yougoslavie de football en 1968, 1969, 1970 et 1973.
- Vainqueur de la Coupe de Yougoslavie de football en 1968 et 1970.
- Vainqueur de la Coupe Mitropa en 1968.